# Джеймс Фрэнсис Эдуард Стюарт
Джеймс Фрэнсис Эдуард Стюарт (англ. James Francis Edward Stuart; 10 июня 1688, Лондон — 1 января 1766, Рим) — он же Джеймс Старый Претендент (англ. James the Old Pretender), шевалье де Сен-Жорж (фр. Chevalier de St. George), единственный сын Якова II и Марии Моденской, претендент на английский престол под именем Якова III (James III) и на шотландский под именем Якова VIII (James VIII). Якобиты считали его королём на протяжении почти 64 лет — дольше, чем любой британский монарх царствовал реально, кроме Елизаветы II, побившей рекорд 23 мая 2016 года. Дважды пытался отвоевать корону (в 1715 и 1719 годах), но оба раза потерпел поражение.

## Биография

### Перед «Славной революцией»
Вступивший на престол в 52-летнем возрасте Яков II к этому времени не имел законных сыновей (все пятеро мальчиков, родившиеся от его двух браков, умерли в раннем детстве). Английская протестантская оппозиция надеялась, что после смерти католика Якова II престол перейдёт к одной из его двух взрослых дочерей от первого брака, Марии или Анне, которые были воспитаны в протестантизме и замужем за протестантскими принцами — соответственно Вильгельмом III Оранским и Георгом Датским. Однако рождение 10 июня наследного принца Джеймса, принца Уэльского, разрушило все планы на мирное урегулирование конфликта и сделало реальной перспективой возвращение католицизма как государственной религии.
30 июня по юлианскому (10 июля по григорианскому) группа дворян («Бессмертная Семёрка»), возглавляемая Джоном Черчиллем, в тайном письме призвала принца Вильгельма Оранского и его армию в Англию — на английский престол, дабы защитить протестантскую веру.

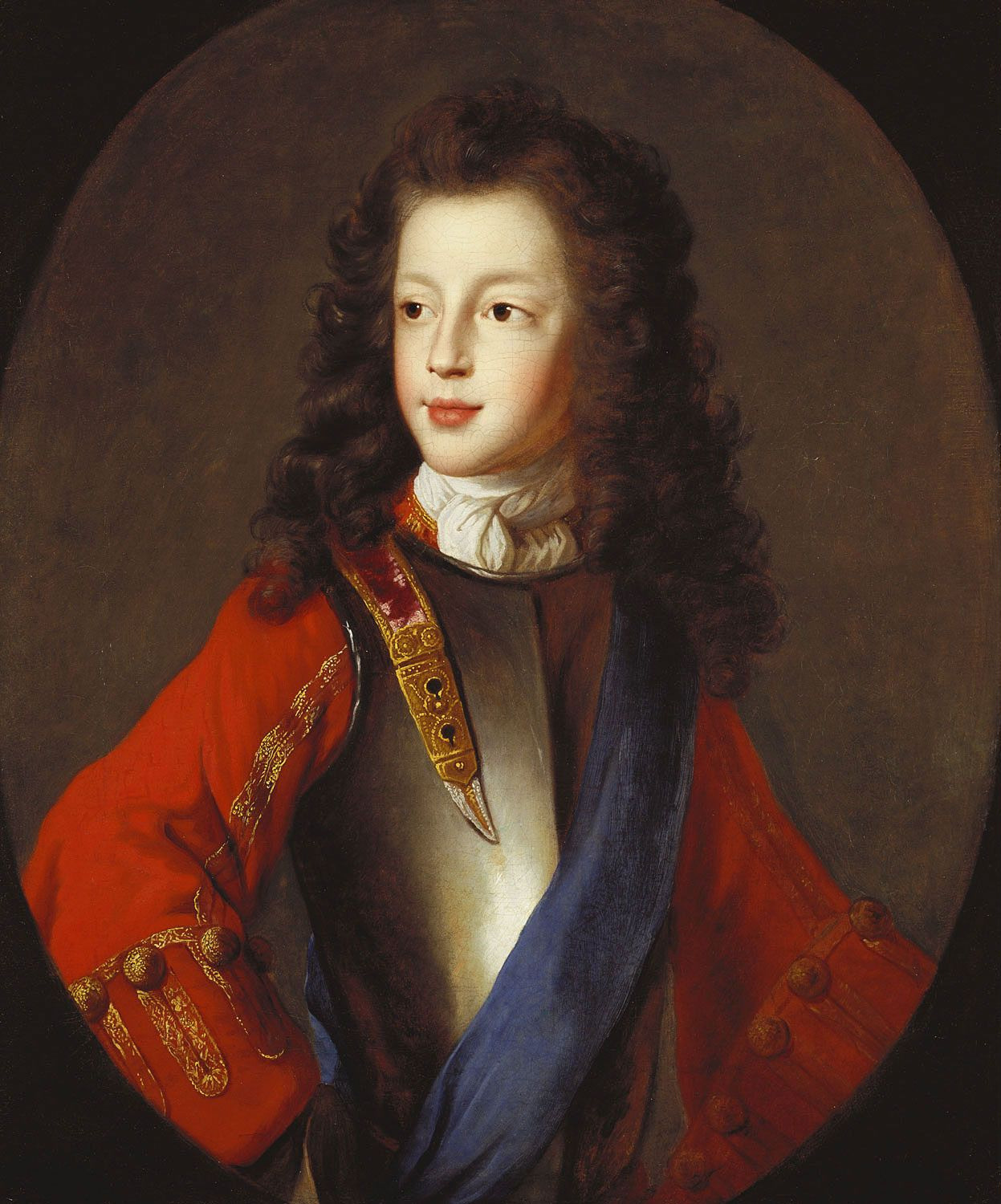
Портрет Джеймса Фрэнсиса Эдуарда работы Алексиса Симона Белля, 1703 год

### Во время «Славной революции»
5 ноября Вильгельм высадился на английском побережье. Ряд протестантов, включая дочь Якова Анну, присоединилась к нему. Не имея возможности отразить вторжение, поскольку армия частично разбежалась, а частично перешла на сторону Вильгельма, Яков II сперва отправляет во Францию свою жену и сына, а позже бежит и сам.
После смерти Якова II (1701) Франция, Испания, папа и герцоги Пармы и Модены открыто признали 13-летнего принца Уэльского королём, а английский парламент объявил его государственным изменником.
Во время войны за испанское наследство Яков надеялся захватить с помощью Людовика XIV утраченный отцом престол. В 1708 году французский флот из 32 больших кораблей покинул Дюнкеркскую гавань, увозя претендента и войска к шотландским берегам, но вынужден был возвратиться назад, не достигнув цели.
Позже Яков сражался в рядах французских войск; но по Утрехтскому миру (1713) Франция должна была признать протестантскую династию в Англии и вследствие этого удалить претендента. После восшествия на престол Георга I в Шотландии вспыхнуло восстание: осенью 1715 года от 10 до 15 тысяч вооружённых якобитов под командованием графа Мара проникли в Англию, но потерпели поражение при Престоне.
В то же время претендент почти без свиты появился в Шотландии, и 27 января 1716 года был коронован в Скуне, под именем Якова VIII. Однако вскоре был вынужден бежать на континент. Обратный путь во Францию ему был закрыт; после смерти в сентябре 1715 года рьяного католика Людовика XIV возглавивший правительство регент Филипп II Орлеанский стал рассматривать поддержку якобитов как слишком обременительную.

### Брак и семейная жизнь
3 сентября 1719 года Джеймс сочетался браком с Марией Клементиной Собеской. Супругов пригласил жить в Рим папа Климент XI, выделивший им дворец в городе (палаццо Мути) и виллу. Католическая церковь также предоставила им ежегодное пособие 12 тыс. крон из папского казначейства.
В этом браке родилось двое сыновей:
- Карл Эдвард Луи Филип Казимир Стюарт (1720—1788), или «Красавчик принц Чарли», женился на Луизе Столберг-Гудерен.
- Генри Бенедикт Мария Клемент Томас Фрэнсис Ксавьер Стюарт (11 марта 1725 — 13 июля 1807), позже известный как кардинал герцог Йоркский, никогда не женился.

После рождения младшего сына Мария оставила семью и ушла в монастырь, где умерла впоследствии. Причиной разрыва супругов стала измена Джеймса.

### Последняя попытка
Только в 1727 году, после смерти Георга I, Джеймс решился снова попытать счастье. Поддерживаемый Римом, он отправился в Геную, чтобы оттуда переправиться в Англию, но вскоре убедился в неосуществимости своего плана.
Во время Второго якобитского восстания (1745—1746) вождём заговорщиков был уже не состарившийся Джеймс, а его сын Карл Эдуард. Джеймс умер в Риме в 1766 году. Он похоронен в римском Соборе Святого Петра. После его кончины папство признало монархами Великобритании Ганноверов.

## Интересные факты
С именем Джеймса Фрэнсиса Эдуарда Стюарта и его анонимным пребыванием на костюмированном маскараде «Les Fêtes de l’Inconnu» в 1714 году связывается некоторыми искусствоведами[какими?] одна из версий происхождения названия пьесы «Les Barricades Mystérieuses» французского композитора Франсуа Куперена для клавесина.